# Театр Эберто
Театр Эберто (фр. Theâtre Hebertot) — французский театр, расположен на бульваре Батиньоль, 78 XVII округа Парижа (станция метро Ром). Нынешнее название получил в 1940 году в честь режиссёра Жака Эберто. Здание театра — исторический памятник Франции (01.08.1974).

## История
Открыт в 1838 под названием «Батиньоль-Монсо». В 1870 году театр был закрыт из-за материальных трудностей, но в следующем году открылся вновь.
В 1870—1890-е годы во главе театра стоял актёр П. Делагард. На его сцене выступал видный французский актёр Тайяд. В конце XIX — начале XX веков театр приобрёл популярность, и его некоторое время называли Народным театром.
С 1907—1940 год в этом помещении работал «Театр дез Ар» («Театр искусств»). С 1917 по 1935 г. руководил театром Р. Дарзан. В 1920—1930-е годы здесь выступали различные театральные труппы.
В 1940 здание было приобретено драматургом, режиссёром, поэтом, журналистом и издателем, видным театральным деятелем Ж. Эберто, по имени которого и стал называться театр.
На сцене ставились пьесы Ж. Ануя, Ж. Бернаноса, Л. Делиба, Ж. Жироду, П. Клоделя, Ф. Кроммелинка, Ж. Кокто, А. Камю, Г. Пинтера, Ж. Ромена, О. Уайльда и других.
В этом театре выступали актёры С. Гитри, А. Дюко, Э. Фёйер, Ж. Маре, Ш. Дюллен, Ж. Питоев, Л. Питоева, Ж. Филип, Ж. Марша, М. Казарес, М. Жамуа.
Спектакли ставили режиссёры Марсель Тассенкур, М. Витольд, Р. Руло, Ж. Питоев, А. Барсак и другие.
Основная сцена театра Эберто вмещает 630 человек, ныне завершено строительство ещё одной Малой сцены. В 2001 году театр Эберто является одним из немногих парижских театров, которые показывают спектакли как на английском, так и на французском языках.